# Castanea crenata
 (mars 2020).
Espèce
Synonymes
- Castanea castanea var. pubinervis Sarg.[1]
- Castanea japonica Blume[2] [1]
- Castanea kusakuri (Blume) Koidz.[1]
- Castanea pubinervis (Hassk.) C. Schneider[2]
- Castanea pubinervis C.K.Schneid.[1]
- Castanea sativa var. japonica (Blume) Seemen[1]
- Castanea stricta Siebold & Zucc.[2]
- Castanea vulgaris var. elongata A.DC.[1]

Statut de conservation UICN

 LC  : Préoccupation mineure
Le Châtaignier crénelé ou Châtaignier du Japon (Castanea crenata Sieb. & Zucc. = Castanea japonica Blume = Castanea pubinervis (Hassk.) C. Schneider) est une espèce d'arbres à feuilles caduques originaire d'Extrême-Orient (Chine, Corée, Japon).

## Description
Le châtaignier du Japon est un petit arbre (10-15 m de hauteur) à feuilles caduques.
Les feuilles sont semblables à celles du châtaignier européen, mais généralement un peu plus petites, 8-19 cm de long et 3-5 cm de large.
Ses châtaignes sont comestibles.

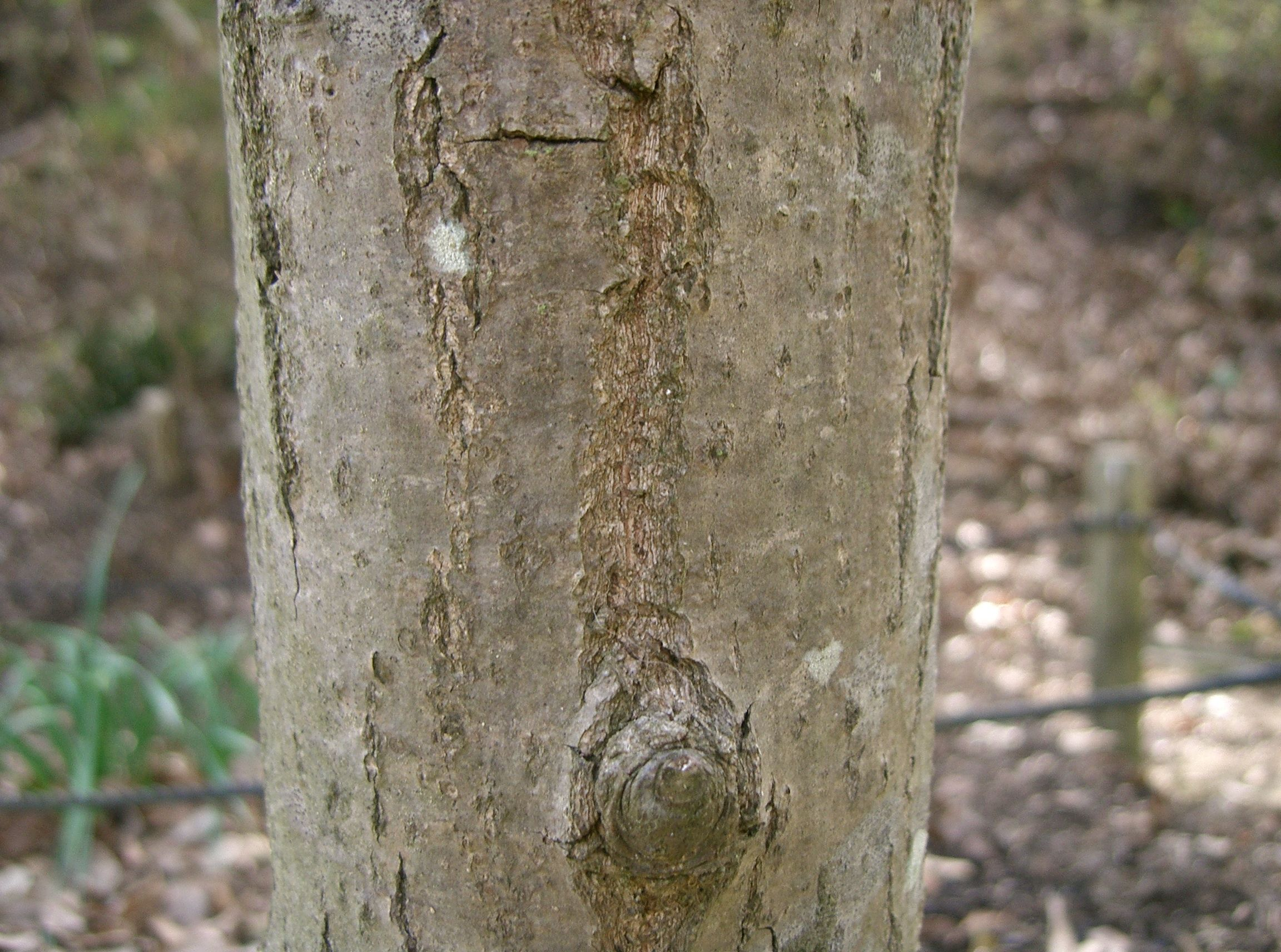
Écorce.
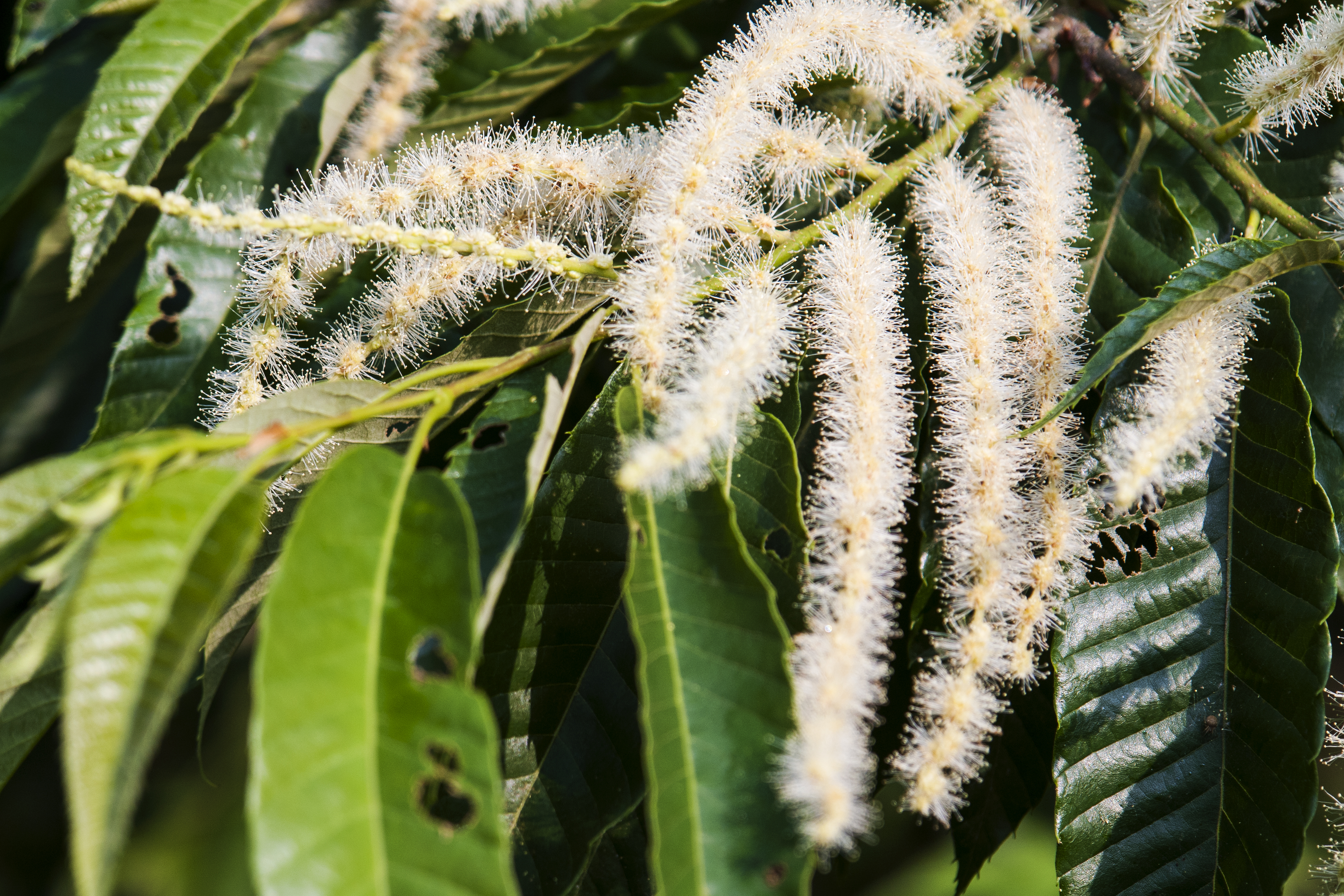
Inflorescence.
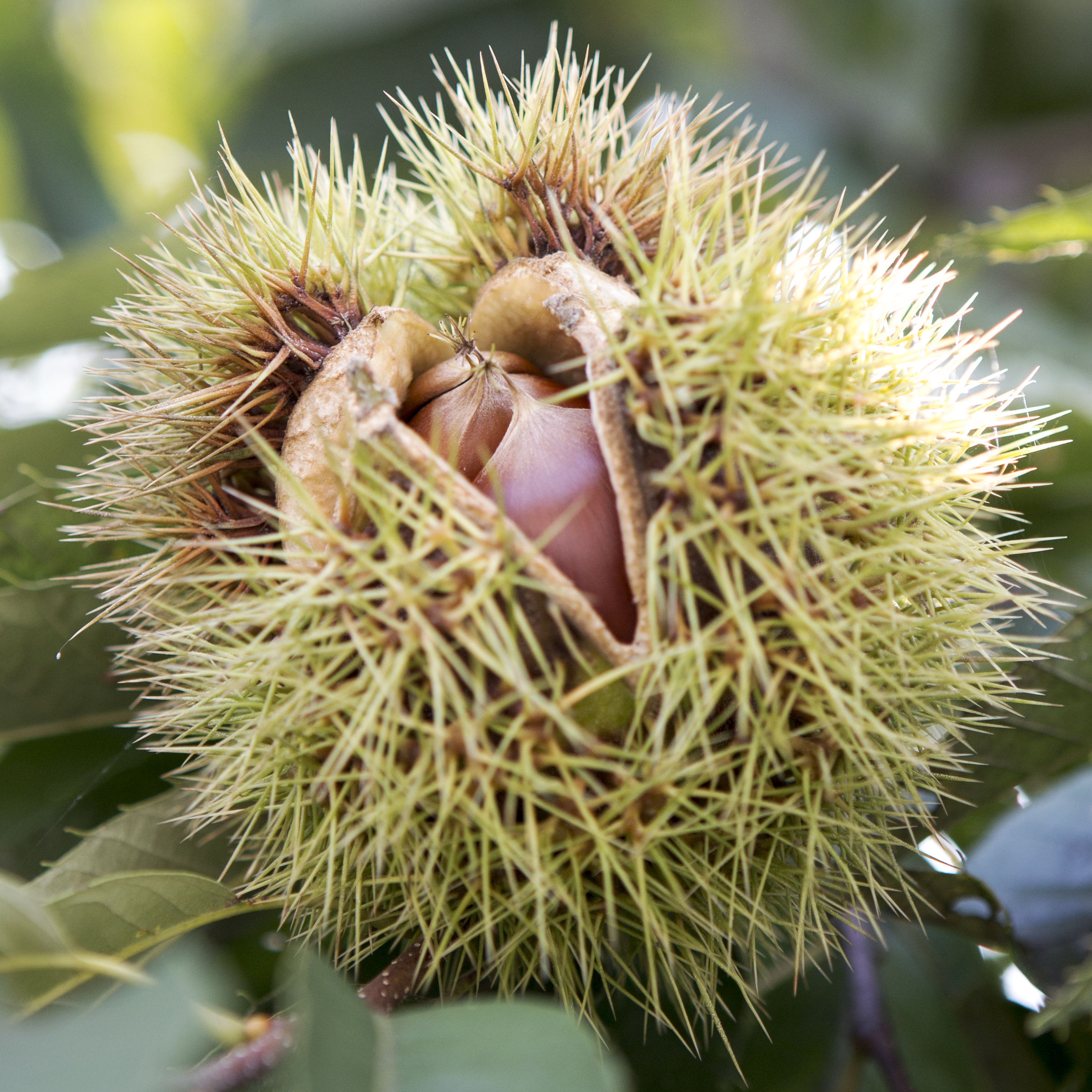
Bogue et fruits.

## Culture
Le débourrement précoce du châtaignier japonais ou sa végétation tardive l'expose aux atteintes des gelées. Cette espèce redoute aussi le grand soleil et la sécheresse du sol. En verger, il faut donc leur donner un milieu frais en été, se rapprochant de celui de leur pays d'origine, ce qui implique un système d'irrigation pour la culture en Europe du Sud. Dans les régions froides et dans les sols pauvres et secs, cette espèce se développera mal.

## Hybridation
Castanea crenata est réputé résistant à la maladie de l'encre qui décime les châtaigniers européens depuis 1950. Il est utilisé pour cette raison pour réaliser des croisements résistants avec Castanea sativa. Il est toutefois plus sensible au virus mosaïque du châtaignier.
Concernant les hybrides (C. crenata × C. sativa), on trouve tous les types, depuis le crenata quasi pur jusqu'au sativa quasi pur, avec la différence de vigueur caractérisant ces deux extrêmes. Les différences de taille et de vigueur entre l'hybride à tendance paternelle asiatique et l'hybride à tendance maternelle européen sont considérables.
L'hybride est un être instable par définition et pour fixer ses qualités, on ne connait actuellement qu'un moyen : la multiplication végétative (principalement par marcottage) qui fonctionne bien avec les cultivars tels que Marigoule ou Marsol.

## Utilisation

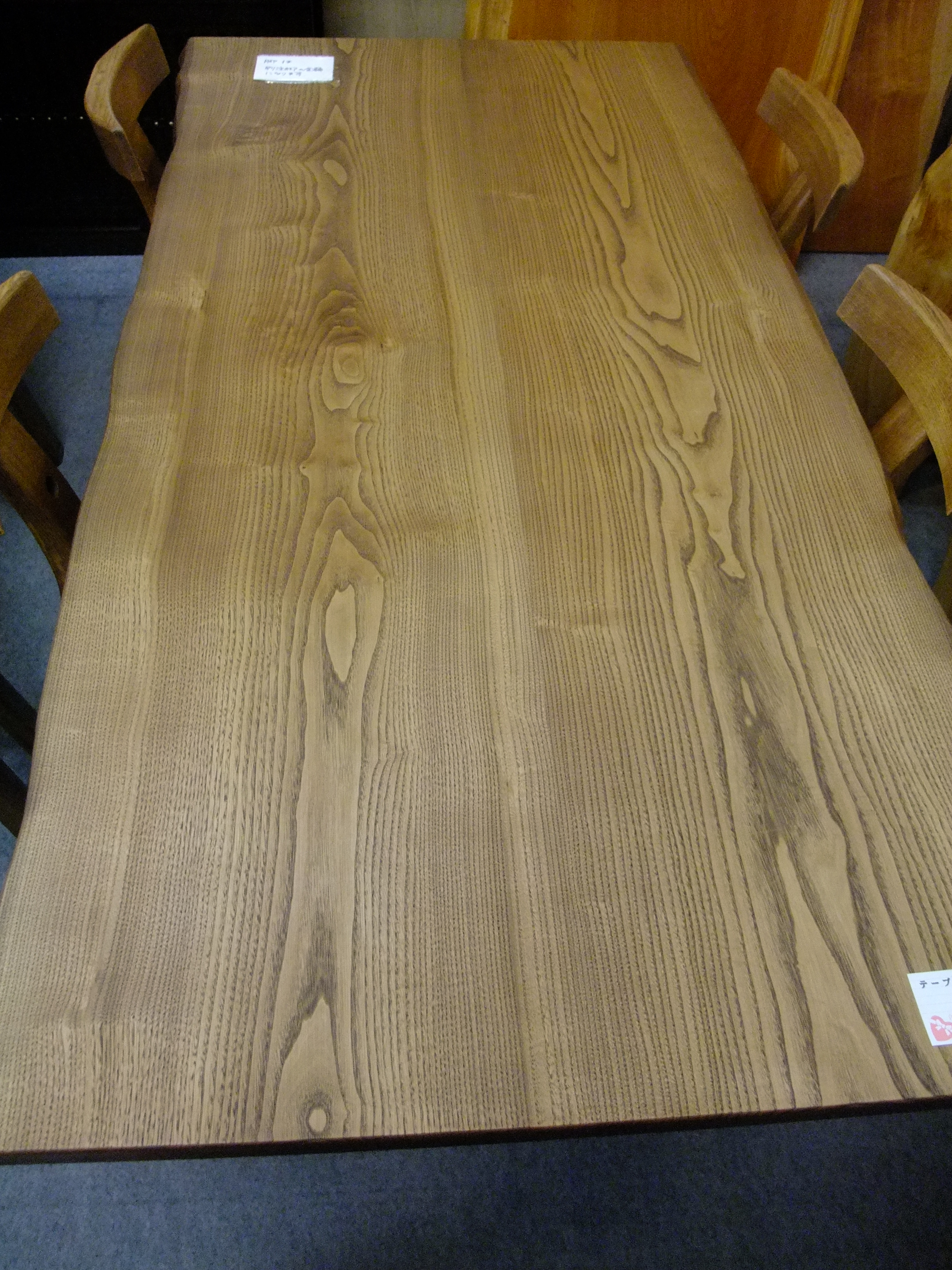
Bois de Castanea crenata utilisé en menuiserie.
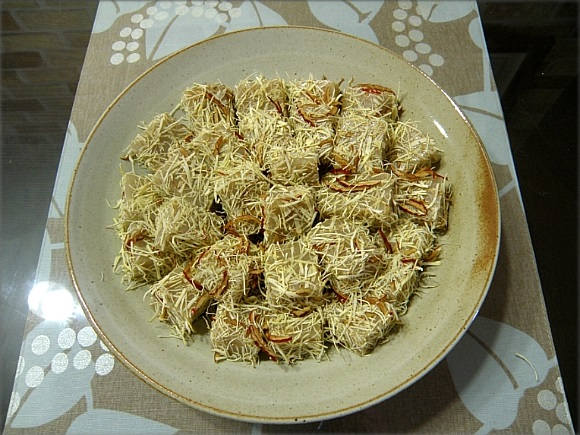
Bam-danja, Tteok coréen contenant de la châtaigne de Castanea crenata bouillie et rapée.
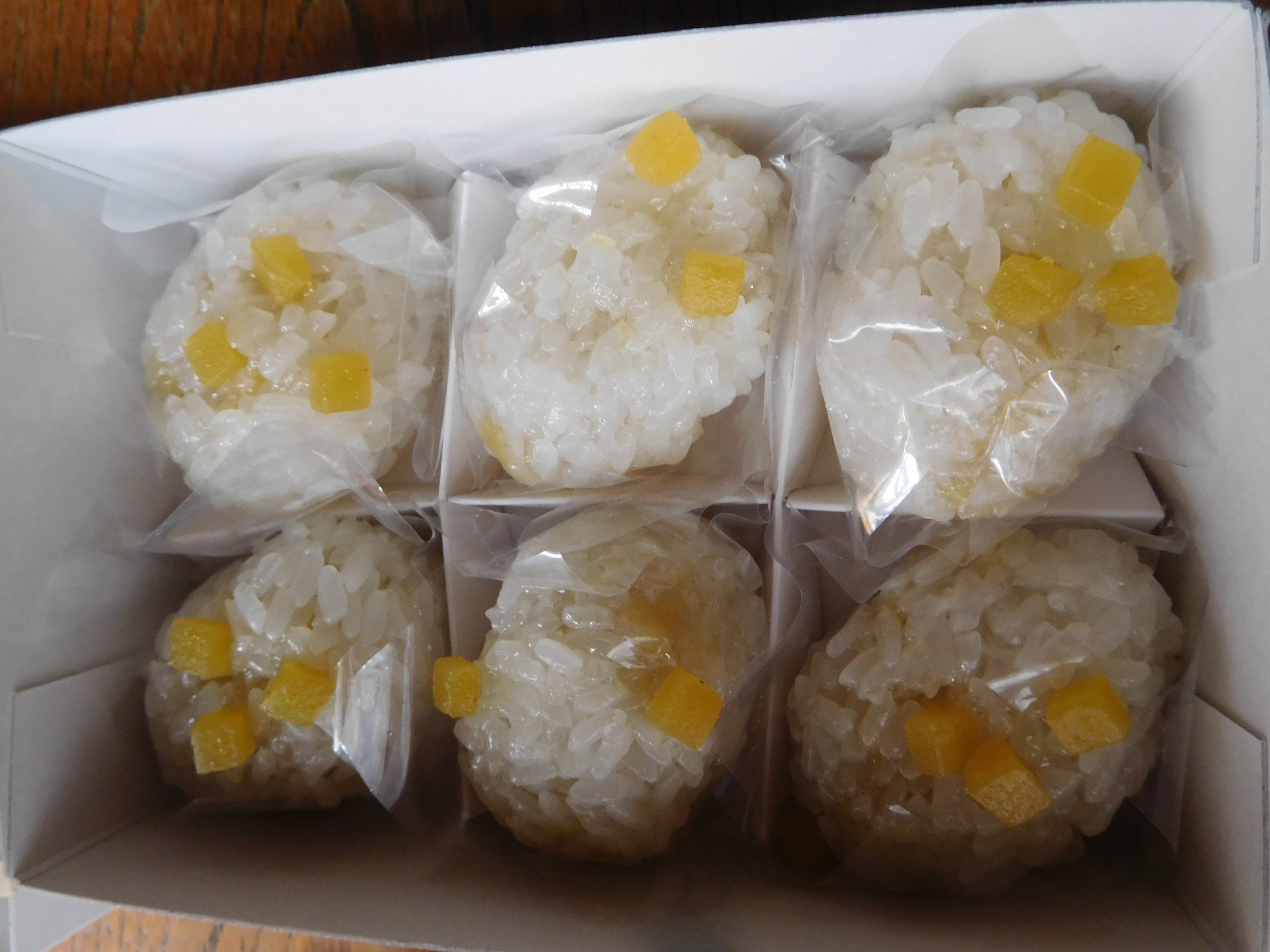
Gâteau de riz japonais contenant de la chataîgne de Castanea crenata.